# Tajik Cup 2023
Der Tajik Cup 2023 war die 32. Saison eines Ko-Fußballwettbewerbs in Tadschikistan. Das Turnier wurde von der Tajikistan Football Federation organisiert. Er begann mit dem Achtelfinale am 29. Juli 2023 und endete mit dem Finale am 1. November 2023.

## Termine
| Runde         | Datum                                                  |
| ------------- | ------------------------------------------------------ |
| Achtelfinale  | 29. Juli 2023 30. Juli 2023                            |
| Viertelfinale | 26. August 2023 27. August 2023                        |
| Halbfinale    | 27. September 2023 29. September 2023 19. Oktober 2023 |
| Finale        | 1. November 2023                                       |

## Achtelfinale
|                         | Ergebnis              |                 |
| ----------------------- | --------------------- | --------------- |
| 29. Juli 2023           |                       |                 |
| FC Istiklol             | 5:1                   | SSKA Pomir      |
| FK Fayzkand             | 5:2                   | Saroykamar Panj |
| Parvoz Bobojon Ghafurov | 0:2                   | FC Khatlon      |
| Khosilot Farkhor        | 3:2                   | FK Barkchi      |
| 30. Juli 2023           |                       |                 |
| FC Khujand              | 1:1 n. V. (4:5 i. E.) | Regar TadAZ     |
| Panjshir Balch          | 2:3                   | Eskhata Khujand |
| Mohir                   | 2:1                   | FK Istaravshan  |
| Kuktosh Rudaki          | 0:3                   | Ravshan Kulob   |

## Viertelfinale
|                  | Ergebnis |                 |
| ---------------- | -------- | --------------- |
| 26. August 2023  |          |                 |
| FC Istiklol      | 2:0      | FK Fayzkand     |
| 27. August 2023  |          |                 |
| Regar TadAZ      | 2:1      | Eskhata Khujand |
| Mohair           | 0:1      | FC Khatlon      |
| Khosilot Farkhor | 1:5      | Ravshan Kulob   |

## Halbfinale
Die Hinspiele fanden am 27. und 29. September 2023 statt, die Rückspiele fanden am 19. Oktober 2023 statt.
|             | Gesamt |               | Hinspiel | Rückspiel |
| ----------- | ------ | ------------- | -------- | --------- |
| FC Istiklol | 2:1    | Regar TadAZ   | 1:0      | 1:1       |
| FC Khatlon  | 2:3    | Ravshan Kulob | 0:3      | 2:0       |

## Finale
Das Finale fand in der 20.000 Zuschauer fassenden Kulob Arena in Kulob statt.
|                  | Ergebnis              |               |
| ---------------- | --------------------- | ------------- |
| 1. November 2023 |                       |               |
| FC Istiklol      | 1:1 n. V. (4:2 i. E.) | Ravshan Kulob |